# Samkelo Cele
Samkelo Brian Cele (Durban, 28 de diciembre de 1997), es un jugador de baloncesto sudafricano  que pertenece a la plantilla del Real Valladolid Baloncesto de la Primera FEB. Con 1,85 metros de estatura, juega en la posición de escolta.

## Trayectoria deportiva
Cele nació en Durban y en 2015 con apenas 17 años debutó con los KwaZulu Marlins de la Liga Nacional de Baloncesto (BNL) y asistió a un campamento de baloncesto en Serbia. En 2016 se marchó los Estados Unidos para jugar en la Bull City Prep Academy de Charlotte en Carolina del Norte.
En 2019, ingresó en el Northeastern Oklahoma A&M College de Miami (Oklahoma), donde jugaría durante dos temporadas.
En 2021, ingresa en el Marist College, institución académica ubicada en Poughkeepsie, Nueva York, donde jugaría durante una temporada la NCAA con los Marist Red Foxes.
En 2022, ingresa en la Universidad de las Ciencias y las Artes de Oklahoma, donde jugaría durante una temporada en la NAIA, siendo seleccionado en el tercer equipo All-American en 2023, en el que promedió 20,8 puntos y 5,2 rebotes por partido.
En 2023, Cele firmó su primer contrato profesional con el equipo sudafricano Cape Town Tigers de la Basketball Africa League (BAL), en el que promedió 13 puntos, 5,3 rebotes, 3 asistencias y 2,5 robos por partido y disparó un 46,8 por ciento desde el campo en sus cuatro partidos de la BAL.
En la temporada 2023-24, Cele alcanzó el cuarto puesto en la temporada 2024 de la BAL, en el que promedió 20,2 puntos por partido (segundo en la liga) y 2,4 robos por partido (tercero en la liga).
En verano de 2024, disputó la Liga de Verano de la NBA con los New York Knicks.
En agosto de 2024, firmó por el Dynamo de Burundi para los playoffs de la Viva Basketball League y consigue el subcampeonato tras caer en el séptimo y decisivo choque de las finales. 
En noviembre de 2024, firma por el Al Bashaer Club de Omán.
El 5 de marzo de 2025, firma por el Real Valladolid Baloncesto de la Primera FEB.

### Internacional
Cele hizo su debut con la Selección de baloncesto de Sudáfrica en febrero de 2024 durante los preclasificatorios para el AfroBasket 2025.